# Lengyel férfi vízilabda-bajnokság (első osztály)
A lengyel férfi vízilabda-bajnokság (lengyelül: Mistrzostwa Polski w piłce wodnej mężczyzn) a Lengyel Úszó-szövetség által szervezett vízilabda-versenysorozat, mely 1925 óta évente kerül megrendezésre.
A bajnokságban nyolc csapat vesz részt. Jelenlegi címvédő az AZS Uniwersytet Warszawski.

## Az eddigi bajnokságok
| Év   | Első                       | Második                    | Harmadik            |
| ---- | -------------------------- | -------------------------- | ------------------- |
| 1925 | Jutrzenka Kraków           | Cracovia Kraków            | AZS Warszawa        |
| 1926 | Jutrzenka Kraków           | Cracovia Kraków            | AZS Warszawa        |
| 1927 | Jutrzenka Kraków           | AZS Warszawa               | Hakoah Bielsko      |
| 1928 | Makkabi Kraków             | AZS Warszawa               | —                   |
| 1929 | Makkabi Kraków             | AZS Warszawa               | Hakoah Bielsko      |
| 1930 | Makkabi Kraków             | AZS Warszawa               | Hakoah Bielsko      |
| 1931 | Makkabi Kraków             | Cracovia Kraków            | AZS Warszawa        |
| 1932 | Makkabi Kraków             | EKS Katowice               | AZS Warszawa        |
| 1933 | EKS Katowice               | AZS Warszawa               | Makkabi Kraków      |
| 1934 | EKS Katowice               | AZS Warszawa               | Makkabi Kraków      |
| 1935 | EKS Katowice               | AZS Warszawa               | Makkabi Kraków      |
| 1936 | EKS Katowice               | AZS Warszawa               | Makkabi Kraków      |
| 1937 | EKS Katowice               | AZS Warszawa               | Hakoah Bielsko      |
| 1938 | TP Giszowiec               | AZS Warszawa               | KSZO Ostrowiec      |
| 1939 | TP Giszowiec               | AZS Warszawa               | Legia Warszawa      |
| 1940 | —                          |                            |                     |
| 1941 | —                          |                            |                     |
| 1942 | —                          |                            |                     |
| 1943 | —                          |                            |                     |
| 1944 | —                          |                            |                     |
| 1945 | —                          |                            |                     |
| 1946 | KSZO Ostrowiec             | Cracovia Kraków            |                     |
| 1947 | Polonia Bytom              | Elektryczność Warszawa     | Cracovia Kraków     |
| 1948 | Elektryczność Warszawa     | Polonia Bytom              | Pogoń Katowice      |
| 1949 | Stal Ostrowiec             | Ogniwo Bytom               | Stal Katowice       |
| 1950 | Ogniwo Bytom               | Stal Ostrowiec             | CWKS Warszawa       |
| 1951 | —                          |                            |                     |
| 1952 | OWKS Kraków                | CWKS Warszawa              | Gwardia Katowice    |
| 1953 | CWKS Warszawa              | OWKS Kraków                | Gwardia Katowice    |
| 1954 | CWKS Warszawa              | Gwardia Katowice           | Spójnia Poznań      |
| 1955 | CWKS Warszawa              | Sparta Poznań              | Gwardia Katowice    |
| 1956 | CWKS Warszawa              | Gwardia Katowice           | Sparta Poznań       |
| 1957 | Legia Warszawa             | Polonia Bytom              | KSZO Ostrowiec      |
| 1958 | Legia Warszawa             | Polonia Bytom              | Orzeł Łódź          |
| 1959 | Polonia Bytom              | Legia Warszawa             | KSZO Ostrowiec      |
| 1960 | Legia Warszawa             | Polonia Bytom              | KSZO Ostrowiec      |
| 1961 | Legia Warszawa             | Polonia Bytom              | KSZO Ostrowiec      |
| 1962 | Legia Warszawa             | Polonia Bytom              | Olimpia Poznań      |
| 1963 | Legia Warszawa             | Polonia Bytom              | Arkonia Szczecin    |
| 1964 | Polonia Bytom              | Legia Warszawa             | Arkonia Szczecin    |
| 1965 | Legia Warszawa             | Arkonia Szczecin           | Polonia Bytom       |
| 1966 | Arkonia Szczecin           | Legia Warszawa             | Polonia Bytom       |
| 1967 | Arkonia Szczecin           | Legia Warszawa             | Ślęza Wrocław       |
| 1968 | Arkonia Szczecin           | KSZO Ostrowiec             | Legia Warszawa      |
| 1969 | Arkonia Szczecin           | Legia Warszawa             | KSZO Ostrowiec      |
| 1970 | Arkonia Szczecin           | Ślęza Wrocław              | Legia Warszawa      |
| 1971 | Arkonia Szczecin           | Legia Warszawa             | KSZO Ostrowiec      |
| 1972 | KSZO Ostrowiec             | Anilana Łódź               | Arkonia Szczecin    |
| 1973 | KSZO Ostrowiec             | Arkonia Szczecin           | Anilana Łódź        |
| 1974 | Arkonia Szczecin           | KSZO Ostrowiec             | Ślęza Wrocław       |
| 1975 | Arkonia Szczecin           | Anilana Łódź               | Legia Warszawa      |
| 1976 | Arkonia Szczecin           | Legia Warszawa             | Stilon Gorzów       |
| 1977 | Stilon Gorzów              | Arkonia Szczecin           | Legia Warszawa      |
| 1978 | Stilon Gorzów              | Arkonia Szczecin           | Legia Warszawa      |
| 1979 | Arkonia Szczecin           | Stilon Gorzów              | KSZO Ostrowiec      |
| 1980 | Stilon Gorzów              | Arkonia Szczecin           | KSZO Ostrowiec      |
| 1981 | Stilon Gorzów              | Arkonia Szczecin           | Anilana Łódź        |
| 1982 | Stilon Gorzów              | Legia Warszawa             | Anilana Łódź        |
| 1983 | Stilon Gorzów              | KSZO Ostrowiec             | Anilana Łódź        |
| 1984 | Stilon Gorzów              | KSZO Ostrowiec             | Anilana Łódź        |
| 1985 | Stilon Gorzów              | KSZO Ostrowiec             | Anilana Łódź        |
| 1986 | Stilon Gorzów              | Anilana Łódź               | KSZO Ostrowiec      |
| 1987 | Stilon Gorzów              | Anilana Łódź               | KSZO Ostrowiec      |
| 1988 | Stilon Gorzów              | Anilana Łódź               | KSZO Ostrowiec      |
| 1989 | Stilon Gorzów              | Anilana Łódź               | KSZO Ostrowiec      |
| 1990 | Stilon Gorzów              | Anilana Łódź               | KSZO Ostrowiec      |
| 1991 | Stilon Gorzów              | Anilana Łódź               | KSZO Ostrowiec      |
| 1992 | Anilana Łódź               |                            |                     |
| 1993 | Anilana Łódź               | KSZO Ostrowiec             | WTS Bytom           |
| 1994 | KSZO Ostrowiec             | Anilana Łódź               | Arkonia Szczecin    |
| 1995 | KSZO Ostrowiec             | Arkonia Szczecin           | WTS Bytom           |
| 1996 | Stilon Gorzów              | Anilana Łódź               | WTS Bytom           |
| 1997 | KSZO Ostrowiec             | MKP Gorzów                 | Anilana Łódź        |
| 1998 | KSZO Ostrowiec             | Anilana Łódź               | MKP Gorzów          |
| 1999 | Anilana Łódź               | KSZO Ostrowiec             | MKP Gorzów          |
| 2000 | Anilana Łódź               | MKP Gorzów                 | KSZO Ostrowiec      |
| 2001 | KSZO Ostrowiec             | ŁSTW Łódź                  | MKP Gorzów          |
| 2002 | ŁSTW Łódź                  | MKP Słowianka Gorzów       | Arkonia Szczecin    |
| 2003 | ŁSTW Łódź                  | MKP Słowianka Gorzów       | KSZO Ostrowiec      |
| 2004 | ŁSTW Łódź                  | Arkonia Szczecin           | KSZO Ostrowiec      |
| 2005 | ŁSTW Łódź                  | Arkonia Szczecin           | WTS Bytom           |
| 2006 | ŁSTW Łódź                  | Arkonia Szczecin           | WTS Bytom           |
| 2007 | ŁSTW Łódź                  | Arkonia Szczecin           | UKPW 44 Warszawa    |
| 2008 | Arkonia Szczecin           | ŁSTW Łódź                  | UKPW 44 Warszawa    |
| 2009 | ŁSTW Łódź                  | Arkonia Szczecin           | UKPW 44 Warszawa    |
| 2010 | ŁSTW Łódź                  | Arkonia Szczecin           | GKPW 59 Gorzów      |
| 2011 | ŁSTW Łódź                  | Arkonia Szczecin           | UKPW 44 Warszawa    |
| 2012 | Arkonia Szczecin           | ŁSTW Łódź                  | Waterpolo Poznań    |
| 2013 | ŁSTW Łódź                  | Arkonia Szczecin           | Waterpolo Poznań    |
| 2014 | ŁSTW Łódź                  | Waterpolo Poznań           | Arkonia Szczecin    |
| 2015 | ŁSTW Łódź                  | Waterpolo Poznań           | UKPW Legia Warszawa |
| 2016 | Arkonia Szczecin           | Waterpolo Poznań           | ŁSTW Łódź           |
| 2017 | ŁSTW Łódź                  | Waterpolo Poznań           | Arkonia Szczecin    |
| 2018 | ŁSTW Łódź                  | WTS Polonia Bytom          | Legia Warszawa      |
| 2019 | ŁSTW Łódź                  | WTS Polonia Bytom          | Arkonia Szczecin    |
| 2020 | WTS Polonia Bytom          | ŁSTW Łódź                  | Alfa Gorzów         |
| 2021 | AZS Uniwersytet Warszawski | WTS Polonia Bytom          | ŁSTW Łódź           |
| 2022 | ŁSTW Łódź                  | AZS Uniwersytet Warszawski | Waterpolo Poznań    |
| 2023 | AZS Uniwersytet Warszawski | WTS Polonia Bytom          | Alfa Gorzów         |
| 2024 | AZS Uniwersytet Warszawski | Alfa Gorzów                | WTS Polonia Bytom   |
| 2025 | AZS Uniwersytet Warszawski | Alfa Gorzów                | ŁSTW Łódź           |

### Bajnoki címek megoszlás szerint
| Hely | Csapat                         | Címek |
| ---- | ------------------------------ | ----- |
| 1    | ŁSTW Łódź (Anilana Łódz)       | 20    |
| 2    | Stilon Gorzów                  | 15    |
| 3    | Arkonia Szczecin               | 13    |
| 4    | Legia Warszawa (CWKS Warszawa) | 11    |
| 5    | KSZO Ostrowiec                 | 9     |
| 6    | Makkabi Kraków                 | 5     |
| 6    | EKS Katowice                   | 5     |
| 6    | Polonia Bytom (Ogniwo Bytom)   | 5     |
| 9    | AZS Uniwersytet Warszawski     | 4     |
| 10   | Jutrzenka Kraków               | 3     |
| 11   | TP Giszowiec                   | 2     |
| 12   | Elektryczność Warszawa         | 1     |
| 12   | OWKS Kraków                    | 1     |